# Sclerolobium froesii
Sclerolobium froesii är en ärtväxtart som beskrevs av João Murça Pires. Sclerolobium froesii ingår i släktet Sclerolobium och familjen ärtväxter. Inga underarter finns listade i Catalogue of Life.